# Потічник вохряний
Потічник вохряний (Hygrohypnum ochraceum) — вид мохів порядку гіпнобрієвих (Hypnales).

## Поширення
Ареал охоплює такі частини світу: Європа, Північна Америка, Азія.

## Характеристика

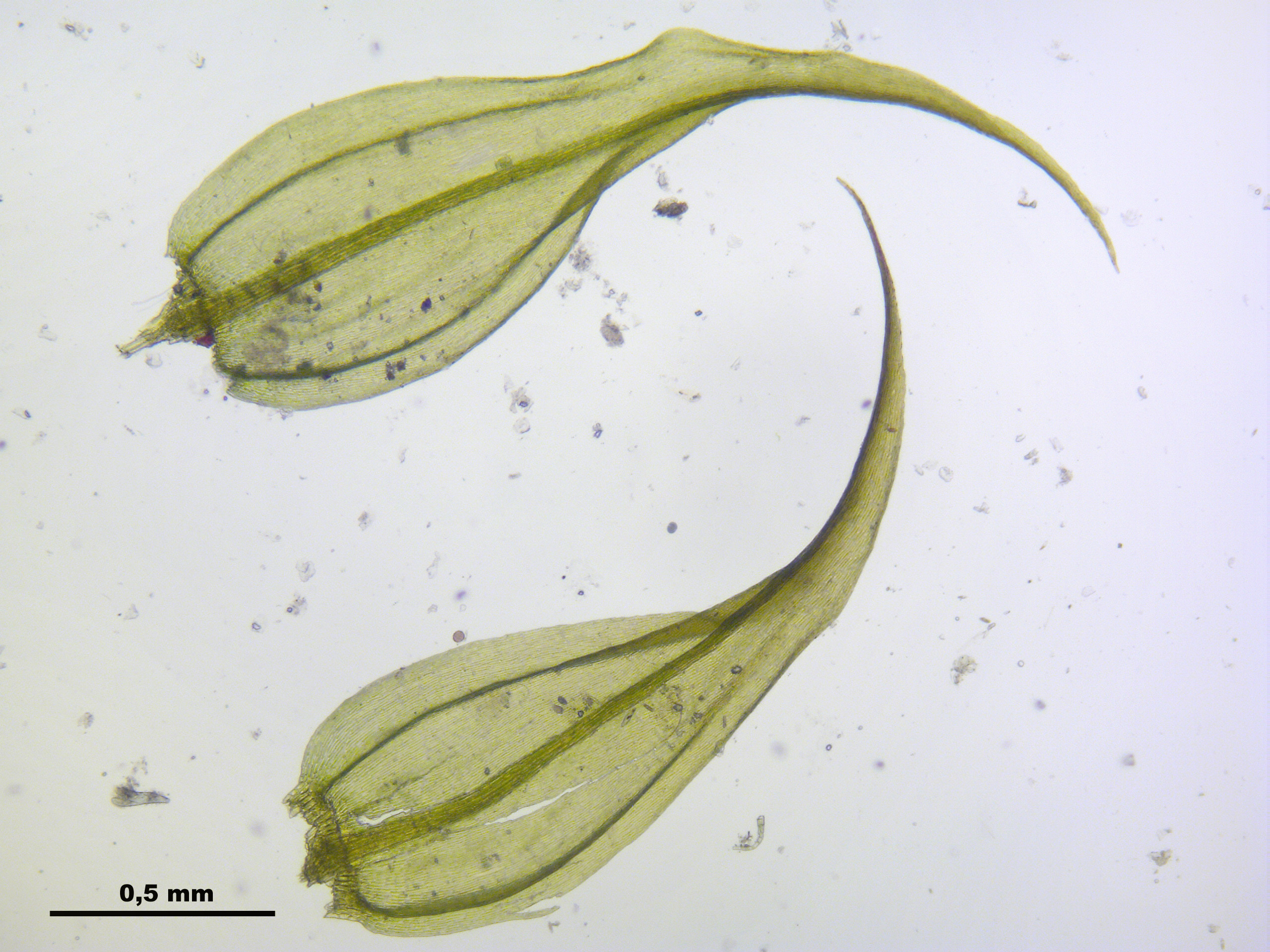

Рослини м'які або грубі, яскраво-блискучі жовто-зелені, тьмяно-жовто-зелені, яскраво- або тьмяно-зелені, тьмяно-оливково-зелені з іржавими плямами або без них, брудно-коричневі або рідше чорно-зелені. Стебла до 15 см. Листя різноманітне серед рослин, яйцювато-ланцетні, ланцетні, рідко яйцеподібні або рідко широко-яйцеподібні, увігнуті, (0.7)1–1.8 (2.5) × (0.2)0.5–0.8(1.2) мм; краї прямі, цілісні, дрібно зубчасті до зубчастих на вершині; верхівка від гострої до довгозвуженої загостреної, тупої або тупої. Вид дводомний. Коробочкові ніжки червоно-бурі, 1.6–3.1 см. Коробочка з 1–3 війками ендостому.